# Methanomethylovorans
En taxonomía, Methanomethylovorans es un género de arqueas metanógenas dentro de Methanosarcinaceae. Este género fue descrito por primera vez en 1999. Sus especies generalmente viven en ambientes de agua dulce, incluyendo los campos de arroz, sedimentos de agua dulce y el agua subterránea contaminada. Ellos producen metano a partir de metanol, aminas metiladas, sulfuro de dimetilo y metanotiol. A excepción de M. thermophila, que tiene una temperatura óptima de crecimiento de 50 °C, todos los tres especies son mesófilos, que tiende a no crecer a temperaturas por encima de 40 °C.

## Otras lecturas

### Revistas científicas
- Validation, list No 96: (2004). «Validation of publication of new names and new combinations previously effectively published outside the IJSEM». Int. J. Syst. Evol. Microbiol. 54 (Pt 2): 307-308. PMID 15023937. doi:10.1099/ijs.0.63178-0.
- Lomans BP; Maas R; Luderer R; Op den Camp HJM et al. (1999). «Isolation and Characterization of Methanomethylovorans hollandica gen. nov., sp. nov., Isolated from Freshwater Sediment, a Methylotrophic Methanogen Able To Grow on Dimethyl Sulfide and Methanethiol». Appl. Environ. Microbiol. 65 (8): 3641-3650. PMC 91546. PMID 10427061.
- Springer E; Sachs MS; Woese CR; Boone DR (1995). «Partial gene sequences for the A subunit of methyl-coenzyme M reductase (mcrI) as a phylogenetic tool for the family Methanosarcinaceae». Int. J. Syst. Bacteriol. 45 (3): 554-559. PMID 8590683. doi:10.1099/00207713-45-3-554.
- Sowers KR; Johnson JL; Ferry JG (1984). «Phylogenic relationships among the methylotrophic methane-producing bacteria and emendation of the family Methanosarcinaceae». Int. J. Syst. Bacteriol. 34 (4): 444-450. doi:10.1099/00207713-34-4-444.
- Balch WE; Fox GE; Magrum LJ; Woses CR et al. (1979). «Methanogens: reevaluation of a unique biological group». Microbiol. Rev. 43 (2): 260-296. PMC 281474. PMID 390357.

### Bases de datos científicos
- PubMed
- PubMed Central
- Google Scholar